# مرادی بافقی
مرادی بافقی برادر بزرگ‌تر شاعر دلسوخته وحشی بافقی بود و هر دو از شاگردان شرف‌الدین علی بافقی (م ۹۷۴ ه. ق) بودند. او در تربیت برادر خویش و آشنا نمودن وی با محفل‌های ادبی بسیار اثر داشته و قبل از آنکه وحشی در شاعری به شهرت برسد، مرادی از دنیا رفته است. وی از شاگردان بنام روزگار خود بود که در سرودن غزل توانائی داشت. صاحب الذریعه الی تصانیف الشیعه آورده که وی به حج رفت و در بازگشت در تبریز درگذشت.